# Graphium agamedes
Espèce
Graphium agamedes ou Dame blanche de Westwood est une espèce de lépidoptères de la famille des Papilionidae, à la sous-famille des Papilioninae et au genre Graphium. L'espèce est présente en Afrique de l'Ouest et en Afrique centrale.

## Description de l'imago
Graphium agamedes est un papillon blanc et marron foncé.

## Répartition et habitat
Graphium agamedes vit en Afrique de l'Ouest et en Afrique centrale : Ghana, Togo, Bénin, Nigéria, Cameroun, République centrafricaine, Guinée équatoriale, Gabon, nord du Congo and nord de la République démocratique du Congo. L'espèce vit dans les forêts des basses terres.

## Systématique
Cette espèce a été décrite pour la première fois par John Obadiah Westwood en 1842, dans la revue Annals and magazine of natural history, sous le nom Papilio agamedes.